# Batalla de Faluya (2016)
La Batalla de Faluya, también conocida como la Tercera Batalla de Faluya, o la ofensiva de Faluya, llamada Operación Romper el Terrorismo  (en árabe: عملية كسر الإرهاب) por el gobierno iraquí, fue una operación militar contra el Estado Islámico lanzada para capturar la ciudad de Faluya y sus suburbios, ubicada a unos 69 kilómetros (40 millas) al oeste de la capital iraquí, Bagdad. La operación comenzó el 22 de mayo de 2016, tres meses después de que las fuerzas iraquíes comenzaran el asedio total de Fallujah. El 26 de junio, las fuerzas iraquíes recuperaron la ciudad de Faluya, antes de recapturar el bolsillo restante de la resistencia del EIIL en las afueras occidentales de Faluya dos días después.

## Antecedentes
Faluya fue la primera ciudad tomada por el EIIL en Irak en enero de 2014. Las fuerzas iraquíes rodearon completamente la ciudad occidental después de que recapturaron Ramadi en febrero de 2016. Los militantes del EIIL impidieron que la gente abandonara la ciudad. Faluya fue considerado como el segundo bastión más importante del EIIL en Irak, después de Mosul.
El Ejército iraquí publicó una declaración el 22 de mayo de 2016 y pidió a los residentes del campo de batalla que abandonaran el área por rutas seguras. El ejército iraquí también dijo que los residentes locales que no podían moverse deberían levantar banderas blancas en la parte superior de sus techos. El antoyá Ali al-Sistani dio a conocer instrucciones sobre el respeto de los principios morales mientras avanzaba hacia la ciudad sunita.
Antes de la Batalla de Faluya, algunas milicias chiitas enmarcaron la inminente campaña usando una retórica extrema, refiriéndose a la ciudad como un "tumor" para ser erradicado, como "Faluya la ramera" y como un "nido de traidores y criminales". La lucha para retomar Faluya a menudo fue retratada en términos sectarios: por ejemplo, una milicia chií lanzó cohetes contra la ciudad pintados con la palabra "Nimr", en referencia a Nimr al-Nimr, el clérigo chií ejecutado por Arabia Saudí a principios de este año.

## Operación
El 26 de mayo, el Estado Islámico perdió la ciudad de Garma, a 16 kilómetros de Faluya. Según la coalición, 20 bombardeo Faluya táctil del 23 al 27 de mayo de mató a 70 yihadistas, incluyendo Maher al-Bilawi, comandante de las fuerzas en este del estado islámico. La lucha tiene lugar principalmente en el sur y el noroeste de la ciudad, en los alrededores de Saklaouiya. El 31 de mayo, el ejército iraquí afirma haber repelido un ataque contra yihadista en la localidad Naimiyah, a 500 metros del distrito de Shuhada al sur de Faluya, matando a 75 hombres de los 100 que han participado en esta operación. Las fuerzas iraquíes, sin embargo, se enfrentan a una resistencia muy fuerte del ISIS y no progresan durante dos días. El 1 de junio, los yihadistas atacan aldeas al norte de Faluya Kubaisah y al-Sejar y qu'Amiriyat Faluya al sur con al menos 10 atacantes suicidas; según Al Yazira por lo menos 130 soldados iraquíes murieron en los combates, mientras que la AFP después de más de 70 ataúdes milicianos chiíes fueron enterrados en el cementerio de la "Valle de la Paz" en Nayaf desde el inicio de la ofensiva. Por la noche, el primer ministro iraquí, Haider al-Abadi anunció que el asalto a la ciudad se suspende con el fin de "proteger a los civiles".
El 3 de junio, el ejército iraquí ingresa a la ciudad de Fallujah, a través del barrio de Chouhada en el sur. El 4 de junio, la ciudad de Saklaouiya, a 10 kilómetros al noroeste de Faluya, finalmente caer en manos de las fuerzas iraquíes, mientras que la lucha hace estragos en los barrios Shuhada y Jbeil en el sur. En Saklaouiya, soldados iraquíes descubrieron una fosa común que contenía aproximadamente 400 organismos, en su mayoría soldados sino también civiles, asesinados entre finales de 2014 y principios de 2015, sobre todo durante la batalla de Saklaouiya. Los civiles y varados en la ciudad de Fallujah son utilizados como escudos humanos por los yihadistas de ISIS. Ellos prohíben a los habitantes abandonar la ciudad, algunos también son fusilados por tratar de escapar. El 11 de junio, sin embargo, el ejército iraquí logra abrir un corredor suroeste de Faluya: tres días, fueron evacuados unos 10.000 civiles, pero sobre todo de las zonas periféricas, los civiles atrapados en el centro de la ciudad tienen entonces no hay salida. Mientras que habían civiles a huir de Faluya, el 15 de junio antes prohibida yihadistas anunciaron a través de altavoces a los residentes de Shuhada que tienen permiso para evacuar a sus combatientes; 9,000 civiles huyeron, probablemente con combatientes del estado islámico. De acuerdo con el científico iraquí Hisham al-Hashimi, los dos líderes del Estado Islámico en Faluya, Ayad al Julamyli y Tarik al-Taha Halboussi, huido durante la batalla entre civiles. Otros yihadistas se afeitan la barba, se ponen uniformes y izan banderas tomadas del Hashd al-Shaabi, y así disfrazados logran abandonar la escena.
El 16 de junio, después de varios días de enfrentamientos, el distrito de Chouhada cayó completamente en manos de las fuerzas gubernamentales. El 17 de junio, después de una preparación masiva de artillería, el ejército iraquí hizo un gran avance hacia el centro de Faluya y logró apoderarse de la sede de gobierno que incluye los edificios del ayuntamiento, la policía y los servicios seguridad Los yihadistas se oponen a una resistencia débil en el centro de la ciudad y se retiran principalmente a los distritos occidentales. La lucha continúa en los barrios occidental y norte.
Al menos 20,000 civiles huyen de la ciudad en cuestión de horas; Según el Alto Comisionado de las Naciones Unidas para los Refugiados, al 20 de junio, al menos 84,000 personas han huido de sus hogares desde el comienzo de la ofensiva, las ONG hablan de un "desastre humanitario". Sin embargo, el ejército iraquí ha logrado su avance en el eje principal del distrito de Nazal, pero ha descuidado sus flancos. El 21 de junio, oficiales del ejército iraquí afirman poseer el 80 por ciento de la ciudad de Faluya, pero el portavoz de la coalición de Bagdad, Christopher Garver, dice que solo controla uno de ellos. tercero, principalmente al sur. El 26 de junio, el general Abdelwahab al-Saadi dice barrio de Al-Jolan últimas manos de la UI, cayeron en dos horas y que Faluya era completamente reconquista. La victoria de las fuerzas iraquíes es recibida por los Estados Unidos en 27 de junio.
Los combatientes de ISIS se retiran de la ciudad en varios cientos de vehículos con civiles y sus familias. La tarde del 27 de junio, se enfrentan al sur de Faluya combatientes tribales Amriyat Faluya, pero se las arreglan para romper a través de la 28.
El convoy luego se divide en dos: una que conduce a Siria, la otra va a Mosul. Pero en terreno abierto, los yihadistas se encuentran a merced de los aviones de la coalición y el ejército iraquí. El convoy se bombardeará en la mañana del 28 de junio hasta la noche del 29 al 30 de junio. Según el ejército de los Estados Unidos, 260 vehículos son destruidos y entre 250 y 300 yihadistas mueren; el ejército iraquí da un conteo de 700 vehículos destruidos y 440 combatientes de ISIS asesinados.